# Commune rurale d'Hyvinkää
La commune rurale d'Hyvinkää (finnois : Hyvinkään maalaiskunta, abrev. Hyvinkään mlk) est une ancienne municipalité de l'Uusimaa en Finlande.

## Histoire
Le 1er janvier 1969, la commune rurale d'Hyvinkää a fusionné avec Hyvinkää. 
Au 1er janvier 1968, la superficie de la commune rurale d'Hyvinkää était de 289,9 km2 et au 31 décembre 1968 elle comptait 6 945 habitants.